# Káptalantóti
Káptalantóti là một thị trấn thuộc hạt Veszprém, Hungary. Thị trấn này có diện tích 11,73 km², dân số năm 2010 là 428 người, mật độ 36 người/km².